# Auf dem Sankt Nikolaikirchhof (Stralsund)

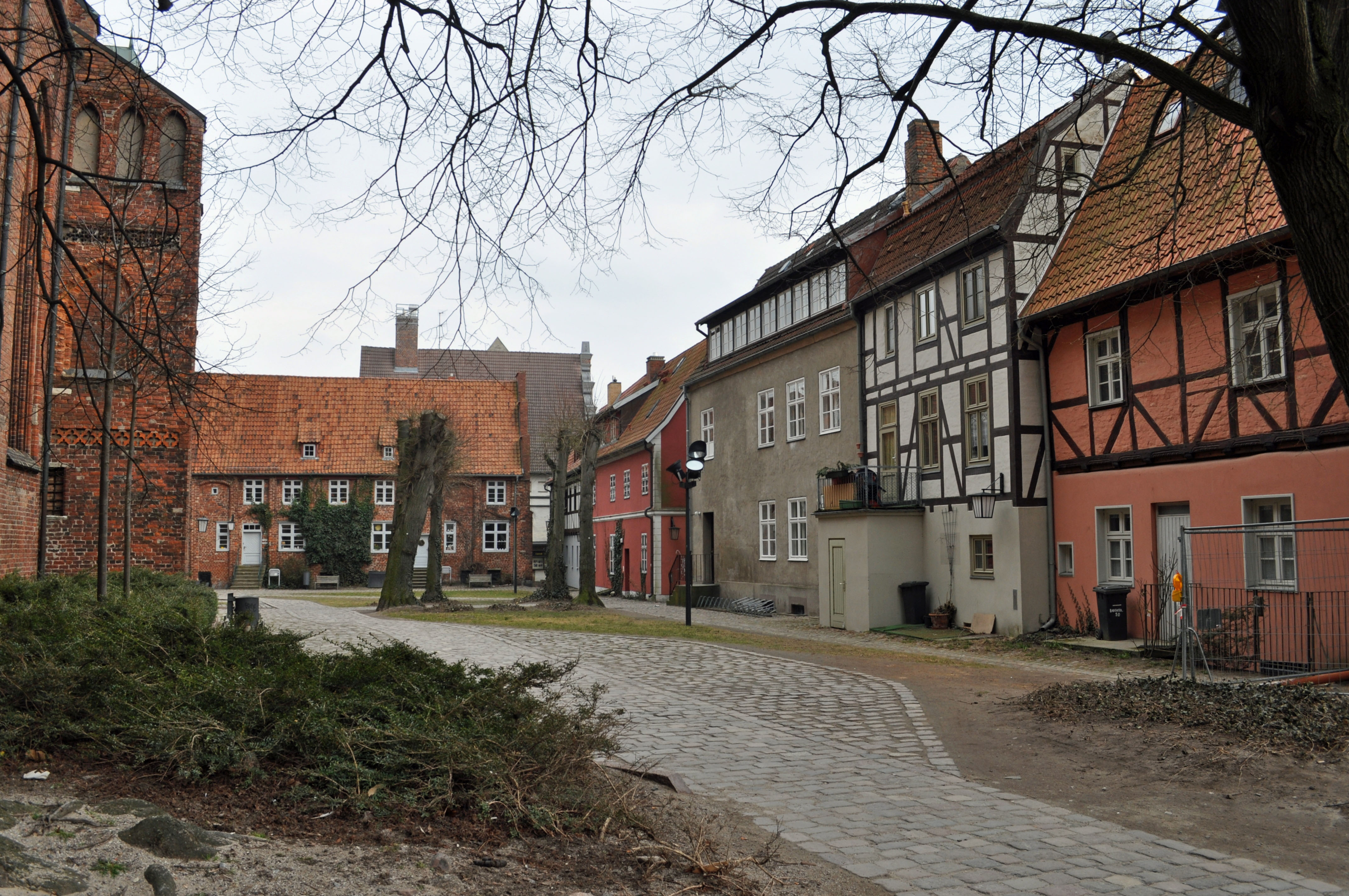
Auf dem Sankt Nikolaikirchhof in Stralsund (2012)

Die Straße Auf dem Sankt Nikolaikirchhof  im Stadtgebiet Altstadt in Stralsund verbindet die Semlower Straße am Alten Markt mit der Badenstraße. Ein Durchgang führt zur Bechermacherstraße. Die zum Kerngebiet des UNESCO-Welterbes Historische Altstädte Stralsund und Wismar gehörende Straße verläuft östlich bzw. südlich entlang der St.-Nikolai-Kirche.
Die Straße erhielt ihren Namen nach der nahen Pfarrkirche Sankt Nikolai. Hier befand sich der Kirchhof genannte Friedhof der Kirchengemeinde. Der südliche Kirchhof war eine der ältesten Begräbnisstätten in Stralsund. Er wurde noch bis ins späte 19. Jahrhundert für Begräbnisse genutzt. Anschließend wurde eine Grünanlage angelegt, aus dieser Zeit stammen die Linden auf dem Platz. Der nördliche Kirchhof war bis zum Bombenangriff auf Stralsund am 6. Oktober 1944 von Gebäuden der Semlower Straße begrenzt; diese wurden bei dem Angriff zerstört und nicht wieder aufgebaut. Stattdessen wurde in den 1970er Jahren auch hier eine Grünanlage angelegt.
Nur ein Gebäude steht Auf dem Sankt Nikolaikirchhof, es steht unter Denkmalschutz (siehe auch Liste der Baudenkmale in Stralsund), nämlich das Doppelhaus Auf dem Sankt Nikolaikirchhof 1/2.